# Людольф фон Гонгорст
Людольф Гюнтер Карл фон Гонгорст (нім. Ludolf Günther Karl von Hohnhorst; 13 серпня 1899, Оберау — 14 травня 1978, Гемер) — німецький офіцер, контрадмірал крігсмаріне.

## Біографія
Син генерал-лейтенанта Ернста фон Гонгорста і його дружини Текли, уродженої баронеси фон Дунгерн (1869–1957). 3 жовтня 1916 року вступив в добровольцем в кайзерліхмаріне. Учасник Першої світової війни. 30 листопада 1918 року демобілізований, а 30 грудня зарахований в резерв. 3 травня 1919 року вступив 2-гу морську бригаду. З 1 червня 1920 року продовжив службу в рейхсмаріне.
З 16 лютого 1939 року — консультант відділу розвідки ОКМ, з 1 липня 1940 по 18 квітня 1941 року — відділу ВМФ комісії з питань миру у Франції. З 23 квітня 1941 року — начальник штабу адмірала на узбережжі Західної Норвегії. 23 вересня 1942 року переведений в штаб командувача-адмірала в Норвегії, 7 листопада призначений оберквартирмейстером. З 24 квітня по 21 серпня 1944 року — комендант морських укріплень Бергена, з 30 серпня по 20 листопада 1944 року — на Полярному узбережжі. З 8 грудня 1944 року — начальник штабу вищого морського командування «Норвегія». 31 травня 1945 року взятий в полон союзниками. 9 жовтня 1947 року звільнений.

## Звання
- Боцмансмат (2 липня 1917)
- Фенріх-цур-зее (17 вересня 1917)
- Лейтенант-цур-зее резерву (28 вересня 1919)
- Лейтенант-цур-зее (10 січня 1920)
- Оберлейтенант-цур-зее (1 квітня 1922)
- Капітан-лейтенант (1 жовтня 1929)
- Корветтен-капітан (1 жовтня 1935)
- Фрегаттен-капітан (1 квітня 1939)
- Капітан-цур-зее (1 листопада 1940)
- Контрадмірал (1 жовтня 1944)

## Нагороди
- Знак Заслуг 2-ї морської бригади Ергардта
- Сілезький Орел 2-го ступеня
- Почесний хрест ветерана війни з мечами (30 січня 1935)
- Медаль «За вислугу років у Вермахті» 4-го, 3-го і 2-го класу (18 років; 2 жовтня 1936) — отримав 2 нагороди одночасно.
- Іспанський хрест в сріблі (6 червня 1939)
- Залізний хрест
  - 2-го класу (1 вересня 1941)
  - 1-го класу (14 листопада 1944)
- Хрест Воєнних заслуг
  - 2-го класу з мечами (1 вересня 1942) — нагороджений заднім числом.
  - 1-го класу з мечами (20 квітня 1942)
- Нагрудний знак мінних тральщиків (20 листопада 1944)